# Bruce Reitherman
Bruce Reitherman (15 de septiembre de 1955) es un actor de voz, director y productor estadounidense.

## Primeros años
Nació en Burbank, California, Reitherman es el hijo de un animador de Disney de origen alemán, Wolfgang Reitherman fallecido en 1985.

## Carrera
A la edad de 11 años proporcionó la voz de Mowgli en El libro de la selva y a Christopher Robin en Winnie the Pooh y el árbol de la miel. En 1977 se graduó de la U.C. Ha trabajado en producciones de historia natural en lugares exóticos de Alaska a Australia. Comenzando como un camarógrafo independiente en 1983, Reitherman ha pasado a producir documentales difundidos por PBS, National Geographic, Discovery Channel, la BBC y Canal Plus.

## Vida personal
Vive en Santa Bárbara (California) con su esposa, la artista Erika Hill, y su hija Camila.

## Filmografía
| Año  | Película                          | Papel             | Notas |
| 1966 | Winnie Pooh y el árbol de la miel | Christopher Robin | Voz   |
| 1967 | El libro de a selva               | Mowgli            | Voz   |
| 1977 | Las aventuras de Winnie Pooh      | Christopher Robin | Voz   |